# لیزا ورلیندر
لیزا ورلیندر (انگلیسی: Lisa Werlinder؛ زادهٔ ۱۲ مارس ۱۹۷۲) هنرپیشه، موزیسین جاز، و خواننده اهل سوئد است.
از فیلم‌ها یا برنامه‌های تلویزیونی که وی در آن نقش داشته‌است می‌توان به مونیخ، ارث اشاره کرد.